# كهف نيمارا
كهف نيمارا هو كهف يقع في جزيرة الجنة، بالقرب من مدينة مرماريس، تركيا.
تصل مساحة الكهف إلى ارتفاع يتراوح بين 3 و 5 أمتار وعرض 5 أمتار. أُستخدمت مواد الحشو لتشييد وحماية المساحة داخل الكهف.